# Feyisa Lilesa
Feyisa Lilesa (nascido em 1 de fevereiro de 1990) é um corredor de longa distância da Etiópia, membro do povo Oromo, o maior grupo étnico do país. Tornou-se o atleta mais jovem a correr durante 2:06 horas quando estabeleceu sua melhor marca pessoal (2:05:23) na Maratona de Roterdã em 2010. Sua marca pessoal de 2:04:52, estabelecido em 2012, o coloca entre os dez maratonistas mais rápidos de todos os tempos.

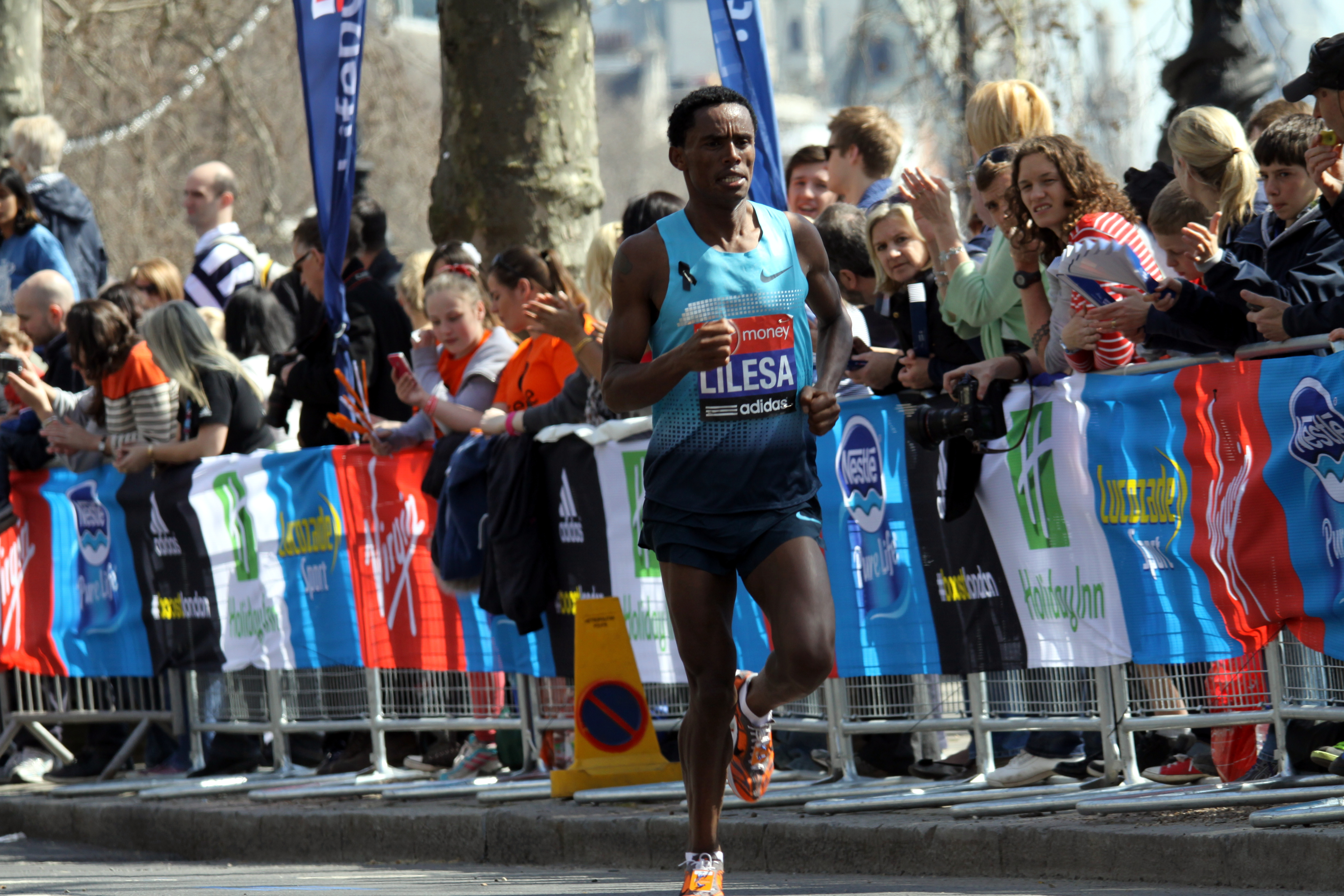
Feyisa Lilesa durante a Maratona de Londres, em 2013.

Venceu a Maratona de Dublin em 2009 logo na sua corrida de estreia e em seguida venceu a Maratona Internacional de Xiamen em 2010. Foi medalhista de bronze na maratona masculina do Campeonato Mundial de Atletismo de 2011 e conquistou a medalha de prata nesta mesma prova nos Jogos Olímpicos de Verão de 2016, realizados no Rio de Janeiro, no Brasil. No último dia da Olimpíada Rio 2016, em 21 de agosto, enquanto ele estava cruzando a linha de chegada da maratona masculina e conquistando a medalha de prata, cruzou seus braços acima da cabeça num gesto político contra a opressão do povo Oromo do seu país natal, Etiópia. Alegando temer pela própria vida e sofrer as consequências caso ele retorne à Etiópia, deu entrevista a uma conferência de imprensa após o término de sua corrida e disse que "tentaria mudar de outro país". O mesmo é de etnia oromo.

## Carreira
Entrou para a competição internacional em 2008 e sua primeira grande competição foi o Campeonato Mundial de Cross-Country de 2008, onde obteve a décima quarta posição, ajudando a equipe etíope a conquistar a medalha de prata. Participou na primeira edição da corrida mundial de 10 quilômetros, em Bangalore, na Índia, em maio do mesmo ano e chegou na quinta posição com um tempo de 28:35. Feyisa participou no Campeonato Mundial de Cross-Country de 2009, obtendo a décima segunda posição e conquistando a medalha de prata junto com a equipe etíope. No mês de abril do mesmo ano, foi aos Estados Unidos para competir no Crescent City Classic em Nova Orleães.[carece de fontes?]